# 2026 год в истории метрополитена
В этой статье перечисляются основные планируемые события из истории метрополитенов в 2026 году. Полужирным шрифтом выделены открытия новых транспортных систем.

## События

### Без точных дат
- Московский метрополитен:
  - Открытие участка «Деловой центр» — «Бульвар Генерала Карбышева» Рублёво-Архангельской линии с повторным открытием участка «Деловой центр» — «Шелепиха», в 2018 — 2024 годах бывшим ответвлением на Большой кольцевой линии.
  - Запуск нового типа подвижного состава «Москва-2026».
- Петербургский метрополитен:
  - Поступление поездов «Балтиец» в электродепо ТЧ-6 «Выборгское».
- Нижегородский метрополитен:
  - Продление Автозаводской линии на 2 станции («Горьковская» — «Сенная»).
  - Продление Сормовско-Мещерской линии на 1 станцию («Буревестник» — «Сормовская»).
- Самарский метрополитен:
  - Продление линии метро на 1 станцию («Алабинская» — «Театральная»). Уходит в 2027[1].